# Денис Паско
Денис Павлович Паско (на украински: Денис Павлович Пасько) е украински хокеист, сребърен медалист от III зимни младежки олимпийски игри 2020 по хокей 3x3.

## Биография
Роден е на 7 септември 2005 година. Учи в Криворожкия гимназия № 69, тренира в ДЮСШ № 1.
Той е бронзов медалист от украинското първенство за младежи 2018/19 г., както и сребърен медалист от III зимни младежки олимпийски игри 2020 г. в хокей 3x3 със смесения отбор „Червен“.